# GPO Film Unit
Die GPO Film Unit war eine Unterabteilung des britischen General Post Office (GPO), die 1933 zur Produktion von Informations- und Werbefilmen gegründet wurde. Unter ihrem ersten Direktor John Grierson bildete die GPO Film Unit den Mittelpunkt der britischen Dokumentarfilmbewegung der 1930er Jahre. Sie brachte Talente wie Humphrey Jennings und Alberto Cavalcanti hervor, mehr als 100 Filme entstanden zwischen 1933 und 1940. Nach Beginn des Zweiten Weltkriegs wurde die Film Unit dem britischen Informationsministerium unterstellt und firmierte fortan als Crown Film Unit.

## Geschichte der GPO Film Unit
Die GPO Film Unit hatte ihre Ursprünge in der Filmabteilung des Empire Marketing Board (EMB), einer britischen Regierungsbehörde zur Förderung der Beziehungen zwischen Großbritannien und seinen Kolonien. Das EMB wurde 1926 gegründet, auf Initiative ihres Sekretärs Stephen Tallents wurde ihr kurz nach Gründung eine Filmproduktionsgesellschaft angeschlossen, die Werbefilme erstellen sollte. Als stellvertretender Leiter dieser Gesellschaft wurde 1927 der schottische Filmkritiker und -theoretiker John Grierson verpflichtet. 1929 vollendete Grierson für das EMB mit Drifters das erste bedeutende Werk der neuen britischen Dokumentarfilmbewegung, deren ideologischer Anführer Grierson werden sollte. Er sammelte junge Regisseure wie Basil Wright, Paul Rotha und Edgar Anstey um sich.
Als 1933 das Empire Marketing Board aufgelöst wurde, siedelte Tallents die Filmabteilung beim General Post Office an. Grierson wurde zum ersten Direktor der GPO Film Unit ernannt und brachte einen Teil seiner Mitarbeiter von dem EMB mit zur neuen Filmgesellschaft. Zu den frühen Veröffentlichung der GPO Film Unit zählen vor allem Filme, die die Öffentlichkeit über die Arbeiten und Dienste des General Post Office informierten. So wurde in The Coming of the Dial die neu eingeführte Wählscheibe am Telefon vorgestellt. Daneben wurden aber auch Dokumentarfilme über die Regionen Großbritanniens und moderne industrielle Techniken veröffentlicht. Bereits zur Zeit der EMB Film Unit begannen die Arbeiten an dem preisgekrönten Dokumentarfilm The Song of Ceylon über das Leben in der britischen Kolonie Ceylon sowie an der bis dahin aufwendigsten britischen Dokumentation BBC – The Voice of Britain über die Arbeit der British Broadcasting Corporation.
John Grierson sah die GPO Film Unit weiterhin der möglichst authentischen Darstellung der Wirklichkeit verpflichtet, förderte aber auch Künstler, die ihren individuellen Stil einbrachten und so das experimentelle Profil und künstlerische Prestige der Filmabteilung verbesserten. Der gebürtige Brasilianer Albert Cavalcanti arbeitete bei der GPO Film Unit nicht nur als Regisseur, sondern auch als Toningenieur, der den Filmton als gestalterisches Mittel einsetzte. Mit Len Lye und Norman McLaren wurden zwei Animationskünstler engagiert, die experimentelle Animationstechniken ausprobierten. Lyes Werbefilm A Colour Box von 1935 gilt als einer der ersten Animationsfilme, die ohne Filmkamera entstanden, indem die Einzelbilder direkt auf dem Filmmaterial gezeichnet wurden. Auch die durch ihre Scherenschnittfilme bekannt gewordene Lotte Reiniger wurde 1936 für die GPO Film Unit verpflichtet. Für den 1936 veröffentlichten Dokumentarfilm Night Mail über den Postzug der London, Midland and Scottish Railway gewannen die Regisseure Harry Watt und Basil Wright den Dichter W. H. Auden und den Komponisten Benjamin Britten. Brittens Filmmusik und Audens Gedicht trugen mit dazu bei, dass Night Mail zu einem der erfolgreichen Filme der GPO Film Unit wurde.
Von Anfang an beteiligte sich auch die britische Industrie an den Filmen der GPO, deren finanzielle Förderung durch die Regierung infolge der Weltwirtschaftskrise stark eingeschränkt war. Vor allem die Energiewirtschaft trat als Sponsor von Dokumentarfilmen auf, so gründete Shell bereits 1934 eine eigene Filmabteilung. Filme wie Housing Problems von 1935 oder Enough to Eat? von 1936, die gesellschaftspolitische Themen ansprachen und die Lebensumstände der britischen Arbeiterklasse beleuchteten, entstanden bevorzugt bei diesen industriell geförderten Film Units, entsprachen aber weitgehend John Griersons Ansprüchen an einen Dokumentarfilm und wurden von ehemaligen Weggefährten inszeniert. Im Juni 1937 gab John Grierson schließlich seinen Posten bei der GPO Film Unit auf, um mit dem neu gegründeten Film Centre unabhängige Dokumentarfilmer zu fördern. Während sich die britische Dokumentarfilmbewegung anfangs auf die Filmabteilung des GPO konzentriert hatten, waren nun mehrere Gruppierungen parallel aktiv.
Als Nachfolger Griersons übernahm Alberto Cavalcanti die Leitung der Film Unit. Unter Cavalcanti wurden zunehmend Elemente des Spielfilms in den Arbeiten der Film Unit integriert, inhaltlich rückten soziale Aspekte weiter in den Vordergrund. Bereits 1936 drehte Harry Watt mit The Saving of Bill Blewitt einen Film, in dem mit Laiendarstellern eine fiktive, aber lebensnahe Handlung erzählt wurde. Dieser dokumentarische Spielfilm gilt stilistisch als Vorläufer des Neorealismus. Der kornische Fischer Bill Blewitt war auch Hauptdarsteller des 1938 veröffentlichten Dokudramas North Sea, der zum größten kommerziellen Erfolg der GPO Film Unit wurde.
Unter Cavalcantis Leitung entwickelte sich Humphrey Jennings zum bedeutendsten Regisseur der GPO Film Unit. Jennings war bereits von 1934 bis 1936 bei der GPO Film Unit und kehrte 1938 nach einem Zwischenspiel bei Shell, wo er mit Len Lye zusammenarbeitete, zum GPO zurück. 1939 drehte er für die New Yorker Weltausstellung den Dokumentarfilm Spare Time, bei der Jennings erstmals die Collage-Technik angewandt hatte. Im ähnlichen Stil gestaltete Jennings während des Zweiten Weltkriegs die für den Oscar nominierten Kurzfilme London Can Take It! und Listen to Britain.
Noch vor Beginn des Krieges hatte Cavalcanti die GPO Film Unit verlassen, um als Filmregisseur bei den Ealing Studios zu arbeiten. Neuer Leiter wurde der Drehbuchautor Ian Dalrymple, unter dem sich die GPO Film Unit ganz dem Kriegseinsatz widmete. Angesichts der gestiegenen Bedeutung des Mediums Film als Propagandamittel wurde schließlich die Filmabteilung dem britischen Informationsministerium unterstellt. Sie arbeitete fortan als Crown Film Unit. Nach dem Ende des Zweiten Weltkrieges wurde die Crown Film Unit Teil des Central Office of Information; 1952 wurde die Filmabteilung schließlich komplett aufgelöst.

## Produktionen der GPO Film Unit (Auswahl)
| - 1933: Cable Ship - 1933: The Coming of the Dial - 1934: The Glorious Sixth of June – An Epic of Human Endeavour - 1934: Granton Trawler - 1934: Locomotives - 1934: Pett and Pott – A Fairy Story of the Suburbs - 1934: The Song of Ceylon - 1934: The Story of the Wheel - 1934: Weather Forecast - 1935: BBC - The Voice of Britain - 1935: Coal Face - 1935: A Colour Box - 1935: The King’s Stamp - 1936: The Fairy of the Phone - 1936: Night Mail - 1936: Rainbow Dance - 1936: The Saving of Bill Blewitt - 1937: Book Bargain - 1937: A Job in a Million - 1937: N or NW | - 1937: Trade Tattoo - 1937: We Live In Two Worlds - 1938: God’s Chillun - 1938: Love on the Wing - 1938: News for the Navy - 1938: North Sea - 1938: The Tocher - 1939: The City - A Film Talk by Sir Charles Bressey - 1939: If War Should Come - 1939: The Islanders - 1939: A Midsummer Day’s Work - 1939: Spare Time - 1939: S.S. Ionian - 1940: Britain At Bay - 1940: London Can Take It! - 1940: Spring Offensive - 1940: Squadron 992 - 1940: War and Order - 1941: Christmas Under Fire |